# Lovrenc na Pohorju
Lovrenc na Pohorju est une commune du nord de la Slovénie située dans le Pohorje.

## Géographie
La commune est située dans la région de la Basse-Styrie au sein du massif montagneux du Pohorje.

### Villages
Les villages appartenant à la commune sont Činžat, Kumen, Lovrenc na Pohorju, Puščava, Rdeči Breg, Recenjak et Ruta.

## Démographie
Entre 1999 et 2021, la population de la commune de Lovrenc na Pohorju est restée proche de 3 000 habitants,.
Évolution démographique
| 1999  | 2000  | 2001  | 2002  | 2003  | 2004  | 2005  | 2006  | 2007  |
| ----- | ----- | ----- | ----- | ----- | ----- | ----- | ----- | ----- |
| 3 166 | 3 168 | 3 152 | 3 150 | 3 147 | 3 138 | 3 149 | 3 153 | 3 170 |
| 2008  | 2009  | 2010  | 2011  | 2012  | 2013  | 2014  | 2015  | 2016  |
| 3 159 | 3 120 | 3 127 | 3 113 | 3 124 | 3 096 | 3 119 | 3 116 | 3 088 |
| 2017  | 2018  | 2019  | 2020  | 2021  |       |       |       |       |
| 3 055 | 3 014 | 2 979 | 2 963 | 2 988 |       |       |       |       |